# IC 1627
IC 1627 ist eine Balken-Spiralgalaxie vom Hubble-Typ SBb im Sternbild Phönix am Südsternhimmel. Sie ist schätzungsweise 271 Millionen Lichtjahre von der Milchstraße entfernt und hat einen Durchmesser von etwa 200.000 Lichtjahren.
Im selben Himmelsareal befinden sich u. a. die Galaxien IC 1621, IC 1630, IC 1631, IC 1633.
Das Objekt wurde im Jahr 1899 von DeLisle Stewart entdeckt.